# 조선민주주의인민공화국 평화박물관

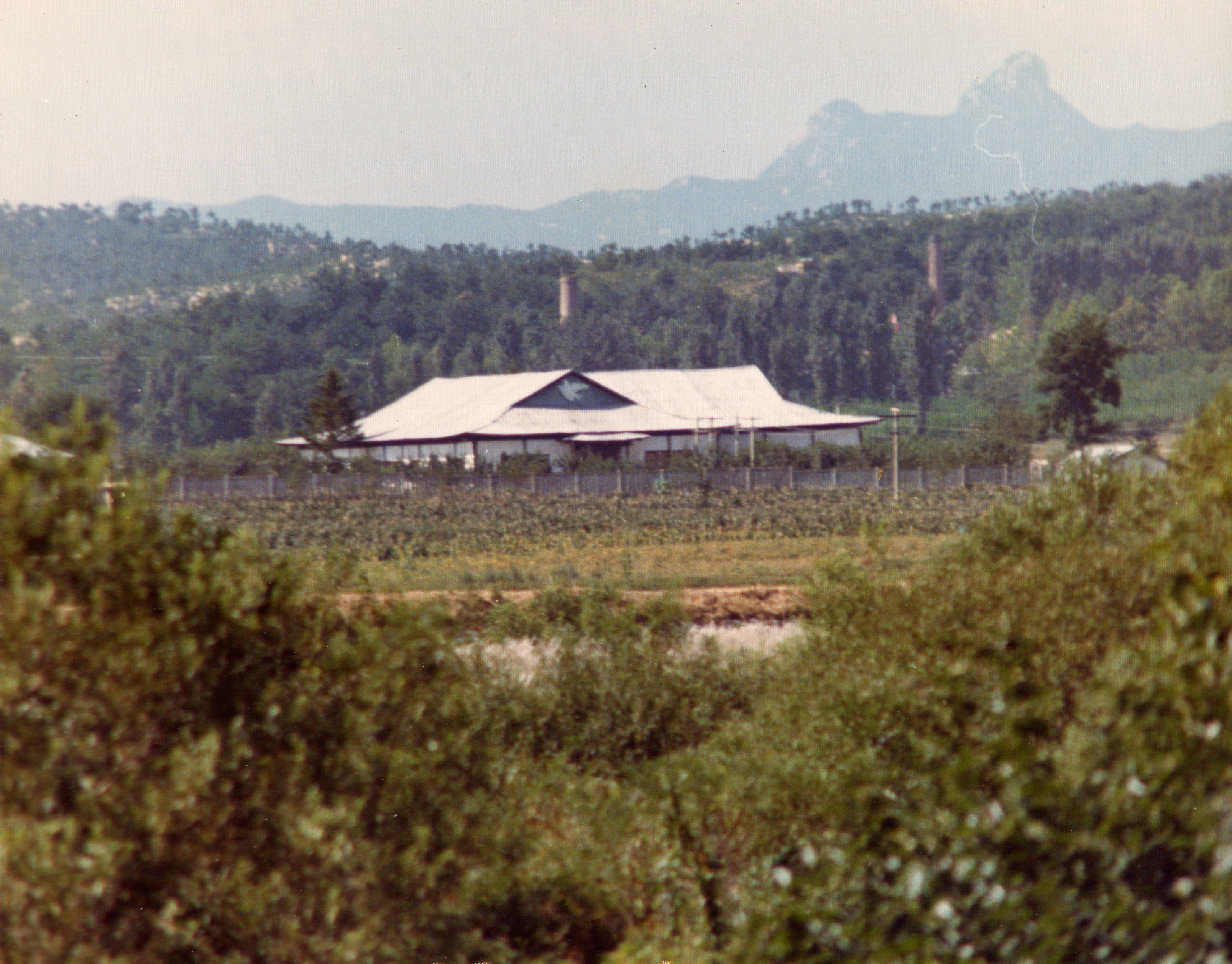
1976년의 박물관

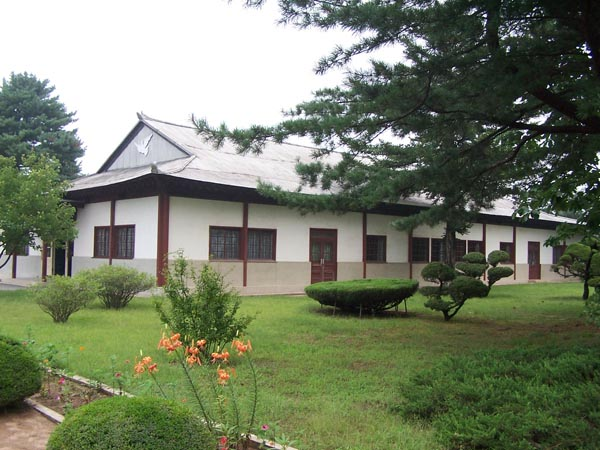
평화박물관

조선민주주의인민공화국 평화박물관은 한국 전쟁 때인 1953년 7월 27일에 세워진 박물관이었다. 조선민주주의인민공화국의 판문점에 위치한 예전 마을에 위치해 있다. 이 박물관은 대략 500m 지점에 위치해 있다. 북쪽은 공동경비구역, 북동쪽 절반 지역은 비무장지대에 위치해 있다.